# Santolina melidensis
Santolina melidensis là một loài thực vật có hoa trong họ Cúc. Loài này được (Rodr.Oubiña & S.Ortiz) Rodr.Oubiña & S.Ortiz miêu tả khoa học đầu tiên năm 1998.